# Ninna
Ninna er en dansk film fra 2019 og den blev instrueret af Fabian Wullenweber.

## Medvirkende
- Susanne Juhasz som Ninna
- Peter Gantzler som Morten
- Kristian Halken som Verner
- Jesper Asholt som Ole
- Rex Leonard som Dennis
- Sofie Juul Blinkenberg som Maria
- Rikke Louise Andersson som Judith
- Jessica Dinnage som Jeanette
- Annemarie Malle Klixbüll som Helen
- Lado Hadzic som Antonio
- Jeanette Lindbæk som Elena
- Silja Eriksen Jensen som Teresa
- Ditte Gråbøl som Julie
- Linn Lüders som Ida
- Niels-Martin Eriksen som Pelle
- Anne Bærskog Hauger som Helen som ung
- Rose-Mai Kuni Buccoliero som Ninna som barn
- Jette Sievertsen som Lis
- Mingus Hellemann Hassing som Ung dreng i grillbar
- Jimmy Duevang som Billiard Christian